# Nyőgér
Nyőgér è un comune dell'Ungheria di 347 abitanti (dati 2001). È situato nella contea di Vas.